# Samaipata (gemeente)
Samaipata is een gemeente (municipio) in de Boliviaanse provincie Florida in het departement Santa Cruz. De gemeente telt naar schatting 11.612 inwoners (2018). De hoofdplaats is Samaipata.